# Frank Lovejoy
Frank Lovejoy (ur. 28 marca 1912, zm. 2 października 1962) – amerykański aktor filmowy, telewizyjny i radiowy.

## Filmografia
seriale
- 1952: Four Star Playhouse jako Kapitan Jim Barr / McGraw / Randy Stone
- 1954: Climax! jako Ben Dana
- 1956: Zane Grey Theater jako Jim Todd
- 1961: The DuPont Show of the Week jako Major Ludwig Gesner

film
- 1948: Black Bart jako Mark Lorimer
- 1951: Zobaczę Cię we śnie jako Walter Donaldson
- 1954: Men of the Fighting Lady jako Porucznik Komandor Paul Grayson
- 1958: Cole Younger, Gunfighter jako Cole Younger

## Wyróżnienia
Posiada swoją gwiazdę na Hollywoodzkiej Alei Gwiazd.